# Baltimore Ravens 2005
La stagione 2005 dei Baltimore Ravens è stata la 10ª della franchigia nella National Football League. Per il secondo anno consecutivo mancò la qualificazione ai playoff.

## Calendario

### Stagione regolare
| Turno | Data               | Avversario              | Risultato          | Record             | Pubblico           |
| ----- | ------------------ | ----------------------- | ------------------ | ------------------ | ------------------ |
| 1     | 11/9/2005          | Indianapolis Colts      | S 24–7             | 0–1–0              | 70,501             |
| 2     | 18/9/2005          | at Tennessee Titans     | S 25–10            | 0–2–0              | 69,149             |
| 3     | Settimana di pausa | Settimana di pausa      | Settimana di pausa | Settimana di pausa | Settimana di pausa |
| 4     | 2/9/2005           | New York Jets           | V 13–3             | 1–2–0              | 70,479             |
| 5     | 9/10/2005          | at Detroit Lions        | S 35–17            | 1–3–0              | 61,201             |
| 6     | 16/10/2005         | Cleveland Browns        | V 16–3             | 2–3–0              | 70,196             |
| 7     | 23/10/2005         | at Chicago Bears        | S 10–6             | 2–4–0              | 62,102             |
| 8     | 31/10/2005         | at Pittsburgh Steelers  | S 20–19            | 2–5–0              | 64,178             |
| 9     | 6/11/2005          | Cincinnati Bengals      | S 21–9             | 2–6–0              | 70,540             |
| 10    | 13/11/2005         | at Jacksonville Jaguars | S 30–3             | 2–7–0              | 66,107             |
| 11    | 20/11/2005         | Pittsburgh Steelers     | V 16–13 DTS        | 3–7–0              | 70,601             |
| 12    | 27/11/2005         | at Cincinnati Bengals   | S 42–29            | 3–8–0              | 65,680             |
| 13    | 4/12/2005          | Houston Texans          | V 16–15            | 4–8–0              | 69,909             |
| 14    | 11/12/2005         | at Denver Broncos       | S 12–10            | 4–9–0              | 75,651             |
| 15    | 19/12/2005         | Green Bay Packers       | V 48–3             | 5–9–0              | 70,604             |
| 16    | 25/12/2005         | Minnesota Vikings       | V 30–23            | 6–9–0              | 70,246             |
| 17    | 1/1/2006           | at Cleveland Browns     | L 20–16            | 6–10–0             | 69,871             |